# Suzana Zisi
 (avril 2015).
Si vous disposez d'ouvrages ou d'articles de référence ou si vous connaissez des sites web de qualité traitant du thème abordé ici, merci de compléter l'article en donnant les références utiles à sa vérifiabilité et en les liant à la section « Notes et références ».
Suzana Zisi, née à Vlorë en 1967, est une poétesse albanaise.

## Biographie
Elle est diplômée de langue et littérature albanaise à l’Université d’Elbasan en 1990. Entre 1990 et 2000, elle a publié dans des revues littéraires.
Elle publie en 2004 son premier recueil poétique E bardha nuk është pak (« Le blanc, c’est trop peu »), qui fut très bien accueilli par la critique et le public. Ce recueil a été choisi parmi les cinq meilleurs ouvrages poétiques par le Jury du concours national « Plume d’Or » 2005. En 2006, elle publie le deuxième recueil de poésies Imazhet kanë ftohtë (« Les images ont froid »), préfacé par le critique kosovar Agim Vinca, un nom déjà connu dans les milieux littéraires albanais.
Dans ses deux ouvrages, elle nous fait entrer dans une atmosphère poétique assez particulière. Elle se distingue d’une sensibilité philosophique qui perce au jour à travers les métaphores et les symboles. Elle occupe dans la poésie de l’après-1990 une place assez importante comme une voix qui crie la vérité, une voix de l’âme et du courage.
Trois autres titres sont en cours de publication : un roman, un recueil de poésie et un autre recueil de proses courtes. Elle vit à Gjirokastre.